# Kraljeva vila, Monza
Kraljeva vila (italijansko: Villa Reale) je zgodovinska stavba v Monzi, severna Italija. Leži na bregovih reke Lambro, obdana z velikim parkom Monza, enem največjih  parkov v Evropi.
Originalno zgradbo je oblikoval Giuseppe Piermarini med 1777 [1] in 1780, ko je bila Lombardija del avstrijskega cesarstva, naročila je gradnjo Marija Terezija za nadvojvodo Ferdinanda Avstrijskega.
Po vzpostavitvi Napoleonove kraljevine Italije, so stavbo uporabljali kot kraljevo palačo in je postala dom podkralja Italije, Eugène de Beauharnais. S padcem prvega cesarstva (1815) si je Avstrija aneksirala italijanska ozemlja na Kraljevino Lombardija-Benečija z Monzo, ki je bila vključena v provinco Milano.
Leta 1861, ko je bila ustanovljena nova Kraljevina Italija, je stavba postala palača italijanske kraljeve družine Savojcev. Kraljevo vilo je kraljeva družina opustila leta 1900, po umoru kralja Humberta I. v bližini vhoda, ko se je vrnil iz nekega dogodka.
V palačnem kompleksu je Cappella Reale ali kraljeva kapela, Cavallerizza (konjski hlevi), Rotonda dell'Appiani, Teatrino di Corte (majhni kraljevo gledališče) in Oranžerija. Sobe v prvem nadstropju obsegajo velike salone in dvorane, kraljeve apartmaje kralja Humberta I. in kraljice Margerite Savojske. Pred palačo so kraljevi vrtovi, ki jih je zasnoval Piermarini kot angleški pokrajinski vrt.
Stavba danes gosti občasne razstave. 